# 梅/史密斯鎮區 (密蘇里州拉克利德縣)
梅/史密斯鎮區（英語：May/Smith Township）是位於美國密蘇里州拉克利德縣的一個行政鎮區。

## 地方資料
梅/史密斯鎮區的面積為159.08平方千米，當中陸地面積為157.77平方千米，而水域面積為1.31平方千米。根據2020年美國人口普查的數據，當地共有人口1137人，而人口密度為每平方千米7.15人。